# Рајнсберг (Саксонија)
Рајнсберг (њем. Reinsberg) општина је у њемачкој савезној држави Саксонија. Једно је од 61 општинског средишта округа Средња Саксонија. Према процјени из 2010. у општини је живјело 3.221 становника. Посједује регионалну шифру (AGS) 14522480.

## Географски и демографски подаци
Рајнсберг се налази у савезној држави Саксонија у округу Средња Саксонија. Општина се налази на надморској висини од 335 метара. Површина општине износи 49,7 km². У самом мјесту је, према процјени из 2010. године, живјело 3.221 становника. Просјечна густина становништва износи 65 становника/km².